# NGC 5125
NGC 5125 је спирална галаксија у сазвежђу Девица која се налази на NGC листи објеката дубоког неба.
Деклинација објекта је + 9° 42' 37" а ректасцензија 13h 24m 0,7s. Привидна величина (магнитуда) објекта NGC 5125 износи 12,6 а фотографска магнитуда 13,4. NGC 5125 је још познат и под ознакама UGC 8421, MCG 2-34-11, CGCG 72-62, IRAS 13214+0958, PGC 46827.